# Martin Cígler
Martin Cígler (* 25. června 1964 Boskovice) je český programátor, podnikatel, manažer a fotograf. Je zakladatelem původně brněnské programátorské firmy Cígler Software, která od roku 2022 nese název Seyfor Česká republika a od roku 2014 je součástí mezinárodního koncernu Seyfor. V roce 2020 pak proběhla fůze více než dvacítky dceřiných firem koncernu do jediné společnosti Solitea (nyní Seyfor. Společnost se zaměřuje na vývoj a distribuci účetních, informačních, pokladních a personalistických programů a Martin Cígler je stále jedním z vlastníků společnosti.

## Život
Martin Cígler se narodil lékařce Marii Cíglerové a vysokoškolskému pedagogovi a teoretikovi hudby Radovanu Cíglerovi. Od raného věku žije v Brně, kde vystudoval střední průmyslovou školu Sokolská a posléze v letech 1983–1986 studoval na Vysokém učení technickém v Brně. Studium však nedokončil i kvůli svému zájmu o počítačové technologie. Po vojně od roku 1987 působil jako programátor a výzkumník na Výzkumném ústavu veterinárního lékařství, kde jej zastihla sametové revoluce. Brzy po převratu, v roce 1990, nicméně založil firmu Cígler Software a začal vyvíjet zprvu účetní, posléze i informační a jiné systémy pod značkou Money a dalšími. Firma se posléze stala předním distributorem informačních systémů v České republice a kromě tradičních řešení se zaměřuje i na on-line služby, jako je např. fakturační služba iDoklad. Od roku 2014 je pak součástí mezinárodního holdingu Solitea, o tři roky později se pak přejmenovala na Solitea Česká republika a následně byly všechny firmy sloučeny do jediného koncernu Solitea, později přejmenované na Seyfor.
Celý koncern Seofyr měl v roce 2020 kolem 260 tisíc zákazníků a patří k nejrychleji rostoucím společnostem ve střední Evropě. Od 1. července 2020 navíc dochází k jedné z největších českých fúzí tohoto roku, během které se slučuje více než 30 různých firem napříč jedenácti evropskými zeměmi s celkovým odhadovaným výnosem přes dvě miliardy korun. Martin Cígler je vlastníkem 20,1 % celého holdingu, 72,7 % vlastní investiční fond Sandberg Capital (jehož majoritním akcionářem je slovenský podnikatel Martin Fedor) a zbytek patří původním majitelům firmy Vema, která je dnes součástí koncernu.
Martin Cígler rovněž působí v rámci Jihomoravského inovačního centra, kde mentoruje IT startupy. Je milovníkem fotografování a jako člen doprovodné posádky a fotograf se zúčastnil i několika Rallye Dakar.
Za své aktivity Martin Cígler obdržel ocenění Osobnost roku české informatiky a telekomunikací 2007 a v roce 2019 pak Medaili za zásluhy o rozvoj informačních technologií, udělovanou Fakultou informačních technologií Vysokého učení technického v Brně. V roce 2020 se stal manažerem roku v kategorii Manažer digitálního věku a v roce 2022 se stal podnikatelem roku Jihomoravského kraje v rámci soutěže pořádané poradenskou společností Ernst & Young .